# Axbergs distrikt
Axbergs distrikt är från 2016 ett distrikt i Örebro kommun och Örebro län.
Distriktet ligger norr om Örebro.

## Tidigare administrativ tillhörighet
Distriktet inrättades 2016 och utgörs av socknen Axberg i Örebro kommun.
Området motsvarar den omfattning Axbergs församling hade vid årsskiftet 1999/2000.